# Pedinothorax venezuelanus
Pedinothorax venezuelanus is een rechtvleugelig insect uit de familie sabelsprinkhanen (Tettigoniidae). De wetenschappelijke naam van deze soort is voor het eerst geldig gepubliceerd in 1962 door Max Beier.